# 大野川 (石川県)
大野川（おおのがわ）は、石川県金沢市、河北郡内灘町を流れる二級河川である。

## 地理
金沢市と河北郡内灘町の境界に位置する河北潟から流出し、金沢市大野町で日本海に注ぐ。
河北潟干拓事業の河北潟放水路が完成する以前は河北潟から流れ出す唯一の流路であり、完成以後も流れ出す唯一の河川である。河北潟に流れ込む川はすべて、この川の水系に含まれる。金沢市を流れる2河川の内、浅野川は金沢市湊付近で大野川に合流する。他方の犀川は大野町の隣町金石から直接海に流れ出ている。河口周辺にある金沢港は陸地を掘り込んで作られた掘り込み港であり、その掘り込み水路は無量寺町の北端で元々の大野川の流路と繋がる。このため、大野町4丁目の一部は旧大野川（大野川分水路）と掘り込み水路に挟まれ中州の様に取り残された。

## 流域自治体
石川県
金沢市、河北郡内灘町

## 水系諸川
- 浅野川
- 大徳川
- 大宮川
- 金腐川
- 森下川

## 橋梁
河口より記載
- 金沢港大橋
- 五郎島大橋
- 粟崎橋 - 石川県道60号金沢田鶴浜線
- 新川橋　※老朽化のため終日車両通行止めとなっており、事実上の歩行者・自転車専用橋となっている。
- 内灘湊大橋 - 石川県道8号松任宇ノ気線
- 機具橋
- 大野川橋梁 - 北陸鉄道浅野川線（右岸には粟ヶ崎駅がある）
- 清湖大橋 - 石川県道200号向粟崎安江町線

## 大野川分水路

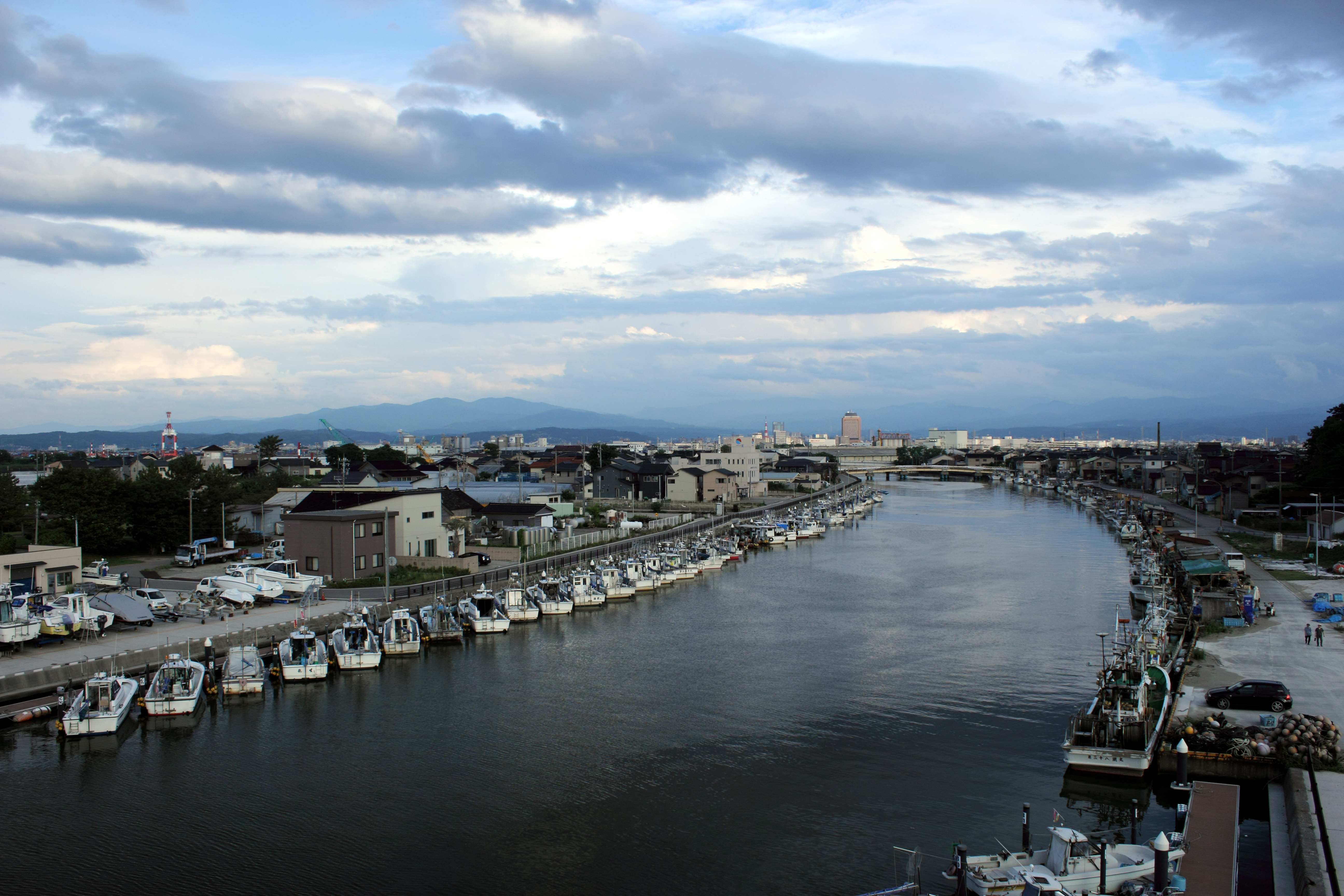
大野川分水路

大野川分水路（おおのがわぶんすいろ）は、金沢港が建設される以前の河口へ向かう大野川の流路である。金沢港竣工後に本流が金沢港水路に移ったため、建設省（当時）が大野川分水路として区分して命名した。しかし上記の経緯から周辺住民は本河川を大野川と呼び、大野川分水路と呼ぶ人はいない。河口左岸には日本の灯台50選に指定された大野灯台がある。
大野新橋、みなと橋（自動車用と歩行者専用の２橋）、おおの大橋の４橋が架かっている。